# Bombardier (lutteur sénégalais)
Pour les articles homonymes, voir Dia et Bombardier.
Bombardier, de son vrai nom Serigne Ousmane Dia, est né le 1er octobre 1976 à M'bour au Sénégal. Il est un lutteur sénégalais chef de file de l'écurie Mbour. Il est le seul lutteur a détenir à deux reprises le titre de roi des arènes:
- Du 25 décembre 2002, après sa victoire contre Tyson au 28 mars 2004 avant sa défaite contre Yékini .
- Et du 8 juin 2014 après sa victoire contre Balla Gaye 2 au 28 juillet 2018 avant sa défaite contre Eumeu Séne.

Egalement surnommé B52, il a combattu en MMA à quelques reprises  dans la catégorie +93kg.

## Biographie
Bombardier est d'abord pêcheur et fréquente le quai de pêche de Mbour. Après la pêche haute mer, les pêcheurs organisaient des séances de lutte sur la berge auxquels le jeune Serigne Ousmane Dia participe. Étant un véritable colosse et possédant une grande technique, il fut repéré et engagé dans les mbapatts (séances de lutte traditionnelle dite "sans frappe" organisées dans les quartiers ou dans les villages) où il se démarque en battant tous les lutteurs croisés sur son chemin. Voyant ce potentiel, son manager Yery Diakhaté lui conseille d'intégrer l'arène pour pratiquer la lutte avec frappe alors qu'il n'avait que 19 ans. Il y connait une ascension fulgurante en battant tous les lutteurs de sa génération. Ce qui lui permettra d'affronter Tyson, qui est alors le champion incontesté de l'arène. Il le vaincra par K.O le 25 décembre 2002. Depuis sa carrière est en dents de scie alliant victoires et contreperformances, il perd contre le roi des arènes Yékini le 2 janvier 2011 et bat Baboye le 8 juin 2013.
Un an après sa victoire sur Baboye à Bercy, il conquiert à nouveau le titre du roi des arènes en battant Balla Gaye 2. Le 25 juillet 2015, Bombardier conserve sa couronne contre Modou Lô avant de le perdre une année plus tard à la suite d'un nouveau revers contre Eumeu Séne au soir du 28 juillet 2018. Du fait de sa longévité qui s'explique par une hygiène de vie irréprochable, il est  le seul lutteur de sa génération à être encore  en activité dans la lutte sénégalaise. Sa carrière a pris une nouvelle tournure depuis deux ans , où il a eu la grandeur de donner leur chance à de jeunes lutteurs très prometteurs qui sont à la porte des "VIP"( cercle restreint des lutteurs qui gravitent autour du titre du roi des arènes) . Cependant, cette démarche lui a valu des revers lors de ces dernières sorties à savoir contre Reug Reug et Franc. Bien qu'étant en fin de carrière le B52 de Mbour demeure très populaire et est considéré comme une légende vivante de la lutte sénégalaise .
Par ailleurs , Bombardier s'active également dans le social notamment dans la fourniture de don à des associations caritatives comme le centre des handicapés de Mbour.

## Palmarès en Lutte avec Frappe
Bombardier a enregistré à  ce jour au total 32 combats en lutte avec frappe :
- 19 Victoires : Baboye, Pape Cissé, Moustapha Guèye, Boy Kaïré, Zale Lô, Manga 3, Morguer, Ibou Ndaffa, Mame Ndieumbane, El Hadji Nguer, Mbaye Samb, Alioune Sèye, Thiaw Thiengo, Thièck, Tyson (deux fois), Balla Gaye 2 (deux fois), Modou Lô.
- 13 Défaites : Baboye, Gris Bordeaux, Tapha Tine(deux fois), Tyson 2, Yékini ( trois fois),Eumeu Sène (deux fois), Reug Reug, Franc, Jackson.
- 10 Années Blanches: 1995/96, 1996/97, 1999/2000, 2007/08, 2009/10, 2015/16, 2016/17, 2018/2019, 2019/2020, 2020/2021[3].

### 1994/1995
| Année | Jour    | Lutteur    | Écurie | Adversaire    | Écurie adverse | Résultat |
| ----- | ------- | ---------- | ------ | ------------- | -------------- | -------- |
| 1995  | 4 avril | Bombardier | Mbour  | Thiaw Thiengo |                | Victoire |

### 1995/1996
| Année | Jour       | Lutteur | Écurie        | Adversaire    | Écurie adverse | Résultat      |
| ----- | ---------- | ------- | ------------- | ------------- | -------------- | ------------- |
|       | Bombardier | Mbour   | Année blanche | Année blanche | Année blanche  | Année blanche |

### 1996/1997
| Année | Jour       | Lutteur | Écurie        | Adversaire    | Écurie adverse | Résultat      |
| ----- | ---------- | ------- | ------------- | ------------- | -------------- | ------------- |
|       | Bombardier | Mbour   | Année blanche | Année blanche | Année blanche  | Année blanche |

### 1997/1998
| Année | Jour        | Lutteur    | Écurie | Adversaire    | Écurie adverse | Résultat |
| ----- | ----------- | ---------- | ------ | ------------- | -------------- | -------- |
| 1997  | 13 novembre | Bombardier | Mbour  | Manga 3       |                | Victoire |
| 1997  | 25 décembre | Bombardier | Mbour  | El Haji Nguer |                | Victoire |
| 1998  | 13 avril    | Bombardier | Mbour  | Alioune Seye  | Walo           | Victoire |
| 1998  | 13 mai      | Bombardier | Mbour  | Pape Cissé    | pikine         | Victoire |
| 1998  | 19 Juillet  | Bombardier | Mbour  | Tyson 2       | Boul falé      | Défaite  |

### 1998/1999
| Année | Jour     | Lutteur    | Écurie | Adversaire | Écurie adverse | Résultat |
| ----- | -------- | ---------- | ------ | ---------- | -------------- | -------- |
| 1999  | 1er aout | Bombardier | Mbour  | Boy Kaïre  | Soumbedioune   | Victoire |

### 1999/2000
| Année     | Jour       | Lutteur | Écurie        | Adversaire    | Écurie adverse | Résultat      |
| --------- | ---------- | ------- | ------------- | ------------- | -------------- | ------------- |
| 1999/2000 | Bombardier | Mbour   | Année blanche | Année blanche | Année blanche  | Année blanche |

### 2000/2001
| 2000 | 29 octobre | Bombardier | Mbour | Yekini          | Ndakaru | Défaite  |
| 2001 | 29 juillet | Bombardier | Mbour | Moustapha Gueye | Fass    | Victoire |

la victoire contre Tapha Gueye le tigre de fass le propulse dans le cenacle des "VIP" (acronyme de very important persons) titre officieux des meilleurs lutteurs de l'arene (les meilleurs lutteurs du senegal)

### 2001/2002
| Année | Jour        | Lutteur    | Écurie | Adversaire | Écurie adverse   | Résultat |
| ----- | ----------- | ---------- | ------ | ---------- | ---------------- | -------- |
| 2001  | 18 novembre | Bombardier | Mbour  | Mor Nguer  | Medina           | Victoire |
| 2002  | 6 juin      | Bombardier | Mbour  | Zale lo    | Force tranquille | Victoire |

### 2002/2003
| Titre          | Année | Jour        | Lutteur    | Écurie | Adversaire | Écurie adverse | Résultat |
| -------------- | ----- | ----------- | ---------- | ------ | ---------- | -------------- | -------- |
| Roi des arènes | 2002  | 25 décembre | Bombardier | Mbour  | Tyson      | Boul Falé      | Victoire |

Bombardier devient roi des arènes après cette victoire contre Tyson.

### 2003/2004
| Titre          | Année | Jour        | Lutteur    | Écurie | Adversaire  | Écurie adverse | Résultat |
| -------------- | ----- | ----------- | ---------- | ------ | ----------- | -------------- | -------- |
| Roi des arènes | 2003  | 19 décembre | Bombardier | Mbour  | Ibou Ndaffa | Sérère         | Victoire |
| Roi des Arenes | 2004  | 28 mars     | Bombardier | Mbour  | Yekini      | Ndakaru        | Défaite  |

Bombardier n'aura finalement garder le titre de roi des arènes qu'un an et quelques mois et n'aura pu le défendre qu'une fois.
C'est sa deuxième défaite contre Yekini.

### 2004/2005
| Année | Jour   | Lutteur    | Écurie | Adversaire      | Écurie adverse | Résultat |
| ----- | ------ | ---------- | ------ | --------------- | -------------- | -------- |
| 2005  | 14 mai | Bombardier | Mbour  | Mame Ndieumbane | Sérère         | Victoire |

### 2005/2006
| Année | Jour     | Lutteur    | Écurie | Adversaire  | Écurie adverse | Résultat |
| ----- | -------- | ---------- | ------ | ----------- | -------------- | -------- |
| 2006  | 16 avril | Bombardier | Mbour  | Bala Beye 2 | Haal Pulaar    | Défaite  |

Bombardier encaisse ici une quatrième défaite; l'éloignant d'une possibilité de revanche rapide contre Yékini.

### 2006/2007
| Année | Jour       | Lutteur    | Écurie | Adversaire    | Écurie adverse | Résultat |
| ----- | ---------- | ---------- | ------ | ------------- | -------------- | -------- |
| 2007  | 7 janvier  | Bombardier | Mbour  | Tyson         | Boul Falé      | Victoire |
| 2007  | 22 juillet | Bombardier | Mbour  | Gris Bordeaux | Fass           | Défaite  |

### 2007/2008
| Année | Jour       | Lutteur | Écurie        | Adversaire    | Écurie adverse | Résultat      |
| ----- | ---------- | ------- | ------------- | ------------- | -------------- | ------------- |
|       | Bombardier | Mbour   | Année blanche | Année blanche | Année blanche  | Année blanche |

### 2008/2009
| Année | Jour    | Lutteur    | Écurie | Adversaire | Écurie adverse | Résultat |
| ----- | ------- | ---------- | ------ | ---------- | -------------- | -------- |
| 2009  | 5 avril | Bombardier | Mbour  | Thieck     | Pikine Mbollo  | Victoire |

### 2009/2010
| Année | Jour       | Lutteur | Écurie        | Adversaire    | Écurie adverse | Résultat      |
| ----- | ---------- | ------- | ------------- | ------------- | -------------- | ------------- |
| 1     | Bombardier | Mbour   | Année blanche | Année blanche | Année blanche  | Année blanche |

### 2010/2011
| Titre          | Année | Jour      | Lutteur    | Écurie | Adversaire | Écurie adverse | Résultat |
| -------------- | ----- | --------- | ---------- | ------ | ---------- | -------------- | -------- |
| Roi des arènes | 2011  | 2 janvier | Bombardier | Mbour  | Yekini     | Ndakaru        | Defaite  |

### 2011/2012
| Année | Jour    | Lutteur    | Écurie | Adversaire | Écurie adverse | Résultat |
| ----- | ------- | ---------- | ------ | ---------- | -------------- | -------- |
| 2012  | 24 juin | Bombardier | Mbour  | Tapha Tine | Baol Mbollo    | Défaite  |

### 2012/2013
| Année | Jour   | Lutteur    | Écurie | Adversaire  | Écurie adverse | Résultat |
| ----- | ------ | ---------- | ------ | ----------- | -------------- | -------- |
| 2013  | 8 juin | Bombardier | Mbour  | Bala Bèye 2 | Hal Pulaar     | Victoire |

Match phare du gala de lutte sénégalaise de Bercy, ce combat revanche permet à Bombardier de clore un mauvais cycle initié depuis sa deuxième victoire contre Tyson.
6 ans 3 defaites (Yekini, Gris Bordeaux, Tapha Tine) 2 années blanches et 1 victoire contre le seul Thieck.

### 2013/2014
| Titre          | Année | Jour   | Lutteur    | Écurie | Adversaire   | Écurie adverse              | Résultat |
| -------------- | ----- | ------ | ---------- | ------ | ------------ | --------------------------- | -------- |
| Roi des arènes | 2014  | 8 juin | Bombardier | Mbour  | Balla Gaye 2 | École de Lutte Balla Gaye 2 | Victoire |

Bombardier redevient roi des arènes en triomphant du tombeur de Yekini.
Il est le premier lutteur à reconquérir son titre après l'avoir perdu.

### 2014/2015
| Titre          | Année | Jour       | Lutteur    | Écurie | Adversaire | Écurie adverse | Résultat |
| -------------- | ----- | ---------- | ---------- | ------ | ---------- | -------------- | -------- |
| Roi des arènes | 2015  | 25 juillet | Bombardier | Mbour  | Modou Lo   | Rock Energie   | Victoire |

### 2015/2016
| Titre          | Année     | Jour | Lutteur    | Écurie | Adversaire    | Écurie adverse | Résultat      |
| -------------- | --------- | ---- | ---------- | ------ | ------------- | -------------- | ------------- |
| Roi des arènes | 2015/2016 |      | Bombardier | Mbour  | Année Blanche | Année Blanche  | Année Blanche |

### 2016/2017
| Titre          | Année     | Jour | Lutteur    | Écurie | Adversaire    | Écurie adverse | Résultat      |
| -------------- | --------- | ---- | ---------- | ------ | ------------- | -------------- | ------------- |
| Roi des arènes | 2015/2016 |      | Bombardier | Mbour  | Année Blanche | Année Blanche  | Année Blanche |

### 2017/2018
| Titre          | Année | Jour       | Lutteur    | Écurie | Adversaire | Écurie adverse | Résultat |
| -------------- | ----- | ---------- | ---------- | ------ | ---------- | -------------- | -------- |
| Roi des Arènes | 2018  | 28 juillet | Bombardier | Mbour  | Eumeu Sene | Tay Shinger    | Défaite  |

Bombardier reperd son titre de roi des arènes devant Eumeu Séne . Il ne l'aura encore une fois défendu victorieusement qu'une fois
et si cette fois il le garde 4 ans c'est au bénéfice de deux années blanches.

### 2018/2019
| Année | Jour | Lutteur    | Écurie | Adversaire    | Écurie adverse | Résultat      |
| ----- | ---- | ---------- | ------ | ------------- | -------------- | ------------- |
|       |      | Bombardier | Mbour  | Année blanche | Année blanche  | Année blanche |

### 2019/2020
| Année | Jour | Lutteur    | Écurie | Adversaire    | Écurie adverse | Résultat      |
| ----- | ---- | ---------- | ------ | ------------- | -------------- | ------------- |
|       |      | Bombardier | Mbour  | Année blanche | Année blanche  | Année blanche |

### 2020/2021
| Année | Jour | Lutteur    | Écurie | Adversaire    | Écurie adverse | Résultat      |
| ----- | ---- | ---------- | ------ | ------------- | -------------- | ------------- |
|       |      | Bombardier | Mbour  | Année blanche | Année blanche  | Année blanche |

### 2021/2022
| Année | Jour      | Lutteur    | Écurie | Adversaire   | Écurie adverse    | Résultat |
| ----- | --------- | ---------- | ------ | ------------ | ----------------- | -------- |
| 2022  | 1 Janvier | Bombardier | Mbour  | Balla Gaye 2 | Ecurie Guédiawaye | Victoire |
| 2022  | 27 Mars   | Bombardier | Mbour  | Eumeu Sene   | Tay Shinger       | Défaite  |

### 2022/2023
| Année | Jour            | Lutteur    | Écurie | Adversaire | Écurie adverse | Résultat |
| ----- | --------------- | ---------- | ------ | ---------- | -------------- | -------- |
| 2023  | 12 février juin | Bombardier | Mbour  | Tapha Tine | Baol Mbollo    | Défaite  |

### 2023/2024
| Année | Jour        | Lutteur    | Écurie | Adversaire | Écurie adverse | Résultat |
| ----- | ----------- | ---------- | ------ | ---------- | -------------- | -------- |
| 2023  | 24 Décembre | Bombardier | Mbour  | Reug Reug  |                | Défaite  |
| 2024  | 3 Mai       | Bombardier | Mbour  | Franc      | Rock Energie   | Défaite  |

## Palmarès en arts martiaux mixtes
En 2015 le promoteur Mansour AW a essayé de monter un combat de lutte sénégalaise entre Rocky Balboa, un lutteur suisse d'origine sénégalaise sans référence, et Bombardier le roi des arènes. Le Comité National de Gestion de la lutte sénégalaise s'y est opposé en demandant à Rocky Balboa de faire ses preuves auparavant. Trois ans plus tard c'est en MMA que le combat a été monté : Rocky Balboa ne sera pas un adversaire pour Bombardier et ne pourra pas répliquer une seule fois. Il est en effet mis KO en moins d'une minute, donnant ainsi a posteriori raison au comité national de gestion.
Depuis cette première cette première confrontation en MMA, Bombardier a effectué 5 combats en  MMA dont  4 victoire et une défaite contre le Polonais Mariusz Pudzianowski.